# Diables del Poblenou
Els Diables del Poblenou van néixer a la dècada dels anys 1980, quan el grup d'animació juvenil el Gripau Blau va decidir de convertir-se en una colla de diables per dedicar-se plenament als espectacles de foc.
Des del primer moment, el grup s'organitzà en dues seccions, la dels cremadors i la dels músics, és a dir, els tabalers que acompanyen els diables en les actuacions.
La vestimenta dels membres de la colla consta de casaca amb caputxa i de pantalons de color negre, amb pinzellades de colors vius als camals i a les mànigues. L'uniforme actual, dissenyat i confeccionat l'any 2009, es completa amb dues banyes vermelles sobre la caputxa.
Entre els correfocs en què participen, es destaca el de la festa major de Poblenou i el de la Mercè. A més, durant la festa major del barri organitzen algunes altres activitats, com ara un concert, la lectura dels versots o la Kaspa Saturday Fever, una rua de carrosses guarnides. Des del 2003, el quart cap de setmana següent a Setmana Santa celebren la Cursa de Sant Pollastre, un acte en què ajunten el foc amb més activitats, amb la participació del veïnat del barri.
Els Diables del Poblenou s'han vinculat sempre amb l'associacionisme del barri. Per exemple, col·laboren amb el Centre d'Imatgeria Festiva de Can Saladrigas i amb la Coordinadora d'Entitats del Poble Nou; a més, organitzen activitats com ara la festa de carnestoltes.